# Viljevo
Viljevo es un municipio de Croacia en el condado de Osijek-Baranya.

## Geografía
Se encuentra a una altitud de 97 m s. n. m. a 212 km de la capital nacional, Zagreb.

## Demografía
En el censo 2011 el total de población del municipio fue de 2 065 habitantes, distribuidos en las siguientes localidades:
- Blanje - 43
- Bockovac - 51
- Cret Viljevski - 80
- Ivanovo - 290
- Kapelna - 294
- Krunoslavje - 89
- Viljevo - 1 218

| Gráfica de población de Viljevo 1857-2011                           |
|                                                                     |
| Según los censos de población de la oficina estadística de Croacia. |